# Tipula (Ramatipula) bilobula
Tipula (Ramatipula) bilobula is een tweevleugelige uit de familie langpootmuggen (Tipulidae). De soort komt voor in het Oriëntaals gebied.